# Identi.ca
Identi.ca és un servei de xarxa social i microblogging de codi obert. Permet als usuaris enviar missatges o notes fins a 140 caràcters de longitud. Està basat en el programari de filosofia distribuïda StatusNet sobre les especificacions de OpenMicroBlogging. Encara que és similar al Twitter en concepte i funcionament, Identi.ca té algunes funcions pròpies com suport XMPP, geolocatització, núvol de paraules personal i grups. A més, Identi.ca permet l'exportació i intercanvi de dades basat en l'estàndard FOAF i, per tant, els missatges es poden sincronitzar amb un compte Twitter o Yammer.
El servei va créixer ràpidament i va arribar al missatge número un milió el 4 de novembre de 2008, i 20 milions el 25 de gener de 2010.
Des del lloc web status.net, de l'empresa creadora del servei, s'ofereixen microblogs sota un subdomini per a clients individuals i empreses. Hi ha el compromís que identi.ca romangui de franc, però els usuaris han d'atenir-se a la llicència Creative Commons Atribució 3.0 per defecte. Per contra, aquells que s'hostatgen en els serveis de pagament poden triar una llicència diferent.